# Сахма
Сахма́ — село в Володарском районе Астраханской области России. Входит в состав Сизобугорcкого сельсовета. Население 379 человек (2010), 92% из них — казахи.

## История
Село упоминается как минимум со второй половины XIX века, точный год основания неизвестен. В 1880 году в Сахме поселился известный казахский композитор Курмангазы Сагырбайулы, к тому времени уже обладавший почётным статусом аксакала. В этом селе он провёл последние годы своей жизни.
В годы Гражданской войны сахминцы участвовали в сборе средств и продовольствия для поддержки красноармейцев Астрахани, организованном активистами Хайдаром Ирмуратовым, Тулегеном Рахметовым и Жумагазы Иржановым. После установления Советской власти в Сахме был организован комитет бедноты, позднее — сельсовет в составе Абубекеровской волости, в 1921 году его главой стал Ирмуратов. Он также основал в селе школу первой ступени и стал её первым учителем. Позднее Ирмуратов стал председателем исполкома Марфинского района. После несправедливого обвинения и трёхлетнего тюремного срока он вернулся в Сахму и вновь стал преподавать в местной школе, на пенсии занялся литературным творчеством и общественной деятельностью.
В 1920-х в селе была создана рыболовецкая артель имени Дзержинского. В 1932 году она объединилась с артелью имени Нариманова, действовавшей в более крупном селе Сизый Бугор, расположенном недалеко от Сахмы.

### Происхождение названия
Существует несколько гипотез о происхождении названия села. Согласно одной из них, название Сахма связано с тюркским словом soqmaq «тропа», происходящим от корня soq со значением «бить». В Толковом словаре живого великорусского языка В. И. Даля встречается слово сакма — «колея, след колеса или полоза; дорожка, тор, тропа, тропинка лесная; бичевник, утоптанная по бичевнику тропа; след или брод по траве, по росе; путь, которым прошли пешие или конные», это слово также известно из древнерусских летописей. Другие теории связывают происхождение топонима Сахма с казахским словом сақман, обозначающим группу маток с ягнятами одинакового возраста, и с тюркским личным именем Сахман.

## География
Сахма расположена в юго-восточной части Астраханской области, в дельте реки Волги и находится на острове, образованным рекой Сахма и ериком Яблонка. Расстояние от центральной части села до центра сельсовета села Сизый Бугор по прямой составляет около 4 километров, до районного центра посёлка Володарский — 19, до Астрахани — 36, по автодорогам — 5, 31 и 42 соответственно.
Уличная сеть села состоит из трёх именованных географических объектов — Заречной, Луговой и Мостовой улиц.
Абсолютная высота территории, занимаемой селом, составляет около 26 метров ниже уровня моря.
Часовой пояс
Сахма, как и вся Астраханская область, находится в часовой зоне МСК+1. Смещение применяемого времени относительно UTC составляет +4:00.
Климат
умеренный, резко континентальный, характеризуется высокими температурами летом и низкими — зимой, малым количеством осадков, а также большими годовыми и летними суточными амплитудами температуры воздуха.

## Население
| 2002 | 2010 |
| ---- | ---- |
| 393  | ↘379 |

Национальный и гендерный состав
По данным Всероссийской переписи, в 2010 году численность населения составляла 276 человек (137 (в опубликованных данных опечатка — 13) мужчин и 139 женщин, 49,6 и 50,4 %% соответственно).
Согласно результатам переписи 2002 года, в национальной структуре населения казахи составляли 98 % от 315 жителей.
| Национальность | Численность (2010) | Процент |
| -------------- | ------------------ | ------- |
| Казахи         | 343                | 91,5%   |
| Русские        | 32                 | 8,5%    |
| Всего          | 375                | 100%    |

## Известные уроженцы, жители
- Курмангазы Сагырбайулы (1818—1889) — народный музыкант, композитор, домбрист, автор кюев. Провёл последние годы жизни в Сахме.
- Ирмуратов, Хайдар Дисемалиевич (1893—1976) — советский казахский писатель и политик, жил в Сахме, в 1920-х возглавлял местный сельсовет, позднее работал школьным учителем до выхода на пенсию в 1956 году.

## Инфраструктура
В Сахме действует начальная школа, в 2005 году присоединённая к Сизобугорской среднеобразовательной школе на правах филиала. В селе также имеются дом культуры, продуктовый магазин.

### Транспорт
Проходит  дорога регионального значения Астрахань — Зеленга, идентификационный номер 12 ОП РЗ 12К 022. На территории села на трассе имеется мостовой переход, автобусная остановка. Трасса заасфальтирована, остальные дороги в селе — просёлочные.